# 草川拓弥
草川 拓弥（くさかわ たくや、1994年11月24日 - ）は、日本の俳優、ダンサー。メインダンサー・バックボーカルグループ『超特急』のメンバー。4号車、筋肉担当、イメージカラーは緑。東京都出身。別芸名、タクヤ。スターダストプロモーション制作3部所属。弟は元EBiSSH・ONE N' ONLYのNAOYA（草川直弥）。

## 経歴
- 2007年、中学1年生の時、学校にサッカーの練習へ向かう途中、現在の事務所にスカウトされる。
- 2008年、『貧乏男子 ボンビーメン』で俳優デビュー。
- 2009年4月4日、『STARDUST JUNIOR MODEL BLOG』内で運営していたブログを終了[1]。
- 2012年3月7日、当時のメンバーだった竹村翔と入れ替わる形で、音楽グループ『超特急』に加入[2]。メインダンサーとしての加入だったが、当時はダンス未経験であった。
- 2012年10月24日に発売された『Shake body』（超特急セカンドシングル）では初センターを務める。
- 2022年7月6日に放送開始したみなと商事コインランドリーで初主演を務めた。

## 人物
- 家族は両親と弟の4人家族。
- 特技はサッカー。全ポジションを経験しているが、その中でも主にフォワードを担当していた。
- 趣味は音楽鑑賞とビデオゲーム。
- 幼い頃に犬を飼っていた。
- 自宅ではサボテンを育てており、ふと気付いた時にちょっと大きくなってたりするのがかわいい、と語る。自身の誕生日グッズで小さめの花瓶を出したことがある。
- 2024年7月9日放送のテレビ番組『EXITV』で行われたPK対決にて、りんたろー。を相手とする勝利者として芸能人としては最初に名前が刻まれた。

## 出演

### テレビドラマ
- 貧乏男子 ボンビーメン 第5話（2008年2月12日、日本テレビ） - 一美の兄（幼少期） 役
- 大河ドラマ（NHK）
  - 天地人 第34話（2009年8月23日） - 泉沢久秀の次男・又二郎 役
  - 平清盛（2012年） - 平宗盛（少年期）役
- 夏の恋は虹色に輝く 第1話（2010年7月19日、フジテレビ） - 楠大貴（中学時代） 役
- 花嫁のれん（2010年 - 2015年、フジテレビ） - 神楽翔太 役
  - 第1シリーズ（2010年11月1日 - 12月29日）
  - 第2シリーズ（2011年10月31日 - 12月29日）
  - 第3シリーズ（2014年1月6日 - 3月28日）
  - 第4シリーズ（2015年1月5日 - 3月27日）
- 借王II〜運命の報酬〜（2011年、WOWOW）
- 深追い（2011年3月20日、WOWOW）
- 高校生レストラン（2011年5月7日 - 7月2日、日本テレビ） - 宮下剛 役
- ウルトラマンギンガ（テレビ東京） - 一条寺友也 役
  - ウルトラマンギンガ（2013年7月10日 - 12月18日）
  - ウルトラマンギンガS（2014年7月15日 - 12月23日） - 一条寺友也 役
- そこをなんとか2 第4話（2014年8月24日、NHK BSプレミアム） - リクヤ 役
- 心がポキッとね 最終話（2015年6月10日、フジテレビ） - 超特急 タクヤ 役
- 探偵の探偵 第10話（2015年9月10日、フジテレビ）
- お義父さんと呼ばせて 最終話（2016年3月15日、関西テレビ・フジテレビ） - 超特急 タクヤ 役（映像出演）
- 兄に愛されすぎて困ってます（2017年4月13日 - 5月11日、日本テレビ） - 美丘千秋 役
- 家売るオンナ（日本テレビ） - 鍵村洋一 役
  - 帰ってきた家売るオンナ（2017年5月26日）
  - 家売るオンナの逆襲（2019年1月9日 - 3月13日）
- 警視庁いきもの係 第1話 - 第9話 エンディング映像（2017年7月9日 - 9月3日、フジテレビ） - パンダ 役[3]
- ストリートワイズ・イン・ワンダーランド－事件の方が放っておかない探偵－（2018年3月19日、フジテレビ） - 森田 役
- 同期のサクラ（2019年10月9日 - 12月16日、日本テレビ） - 脇田草真 役
- モトカレマニア 最終話（2019年12月12日、フジテレビ）
- FAKE MOTION -卓球の王将-（2020年4月9日 - 5月28日、日本テレビ） - 西郷吉之助 役[4]
  - FAKE MOTION -たったひとつの願い-（2021年1月21日 - 3月11日、日本テレビ）[5]
- 美食探偵 明智五郎 第6話（2020年5月17日、日本テレビ） - 明智六郎 役
- 30歳まで童貞だと魔法使いになれるらしい（2020年10月8日 - 12月24日、テレビ東京） - 六角祐太 役[6]
- ついていけない子さんを愛でる-SDGs&生理&サウナ 問題提起ドラマバラエティ-（2021年1月23日、テレビ東京） - しったかぶり男 役[7]
- ラブコメの掟〜こじらせ女子と年下男子〜（2021年4月8日 - 6月24日、テレビ東京） - 九条惇太 役[8]
- カラフラブル〜ジェンダーレス男子に愛されています。〜 第6話・第7話・第9話・最終話（2021年5月6日・13日・27日・6月3日、読売テレビ・日本テレビ） - 舘ささめ 役[9]
- どうせもう逃げられない（2021年9月16日 - 11月12日、毎日放送） - 余雄彦 役[10]
- クロステイル 〜探偵教室〜（2022年4月9日 - 5月28日、東海テレビ・フジテレビ） - 藤巻敦也 役[11]
- みなと商事コインランドリー（2022年7月7日 - 9月22日、テレビ東京） - 主演・湊晃 役[12]
  - みなと商事コインランドリー2（2023年7月6日 - 9月21日、テレビ東京）[13][14]
- デブとラブと過ちと!（2022年11月7日 - 12月26日、TOKYO MX） - 主演・結城圭介 役（かなで（3時のヒロイン）とW主演）[15]
- 天使の耳〜交通警察の夜（2023年3月20日、NHK BS4K / 6月10日、NHK BSプレミアム / 2024年4月2日・9日、NHK総合） - 友野和雄 役[16]
- ラストマン-全盲の捜査官- 第1話（2023年4月23日、TBSテレビ） - 植田明人 役[17]
- サブスク不倫（2023年11月10日 - 12月15日、毎日放送） - 淳弥 役[18]
- SHUT UP（2023年12月4日 - 2024年1月29日、テレビ東京） - 宇野陽太 役[19]
- ＃居酒屋新幹線2 第1話（2024年1月9日、毎日放送・TBSテレビ） - 高橋 役[20]
- 恋愛戦略会議（2024年3月14日、フジテレビ） - 種田颯太 役[21]
- ビジネス婚-好きになったら離婚します-（2024年5月24日 - 7月19日、毎日放送） - 主演・堂ノ瀬司 役（菅井友香とW主演）[22]
- ベイビーわるきゅーれ エブリデイ!（2024年9月5日 - 、テレビ東京） - 夏目敬 役 [23]
- 離婚弁護士 スパイダー〜慰謝料争奪編〜 第7話・最終話（2024年11月16日・23日、日本テレビ） - シンゴ 役[24]
- 最高のオバハン中島ハルコ〜マダム・イン・ちょこっとだけバンコク〜 第2話・第3話（2025年1月11日・1月18日、東海テレビ・フジテレビ） - 颯斗 役[25]
- 晩餐ブルース（2025年1月23日 - 3月27日、テレビ東京） - 蒔田葵 役[26]
- 法廷のドラゴン 第5話（2025年2月14日、テレビ東京） - 熊倉和輝 役[27]
- あやしいパートナー（2025年4月30日 - 7月16日、MBS・TBS） - 梅原蓮 役[28]
- 海老だって鯛が釣りたい（2025年7月3日 - 、中京テレビ・日本テレビ） - 三浦拓未 役[29]

### 映画
- 告白（2010年、東宝） - 高橋弘輝 役
- 嘘つきみーくんと壊れたまーちゃん（2011年、角川映画）
- ウルトラマンギンガ 劇場スペシャル（2013年、松竹） - 一条寺友也 役
  - ウルトラマンギンガ 劇場スペシャル ウルトラ怪獣☆ヒーロー大乱戦!（2014年、松竹） - 一条寺友也 役
  - 劇場版 ウルトラマンギンガS 決戦!ウルトラ10勇士!!（2015年、松竹メディア事業部） - 一条寺友也 役
- サイドライン（2015年10月31日、BS-TBS・トリプルアップ） - 主演・伊勢信矢 役[30]
- 兄に愛されすぎて困ってます（2017年6月30日、松竹） - 美丘千秋 役[31]
- サクらんぼの恋（2018年10月27日、KATSU-do） - 相馬大地 役
- どすこい!すけひら（2019年11月1日、アークエンタテインメント） - 湊拓巳 役
- チェリまほ THE MOVIE〜30歳まで童貞だと魔法使いになれるらしい〜（2022年4月8日、アスミック・エース） - 六角佑太 役[32][33]
- みーんな、宇宙人。（2024年6月7日、エクストリーム）- ヒロト 役[34]
- サラリーマン金太郎【魁】編（2025年2月7日、ライツキューブ） - 徳永 役[35]
- 栄光のバックホーム（2025年11月28日公開予定、ギャガ） - 遠藤 役[36]

### 配信ドラマ
- ひとひらの初恋（2023年3月28日（全4話）、YouTube テレビ東京公式ドラマチャンネル） - 主演・水島透 役[37]
- 愛してるって、言いたい（2024年3月15日 - 5月10日、FOD） - 神木竜 役[38]
  - 愛してるって、言いたい スピンオフ（2024年5月17日、FOD） - 主演・神木竜 役（桜井玲香とW主演）

### 舞台
- 音楽朗読劇アシガール（2023年8月6日夜公演） - 羽木九八郎忠清 役

### 広告
- ロッテ 爽（2010年）
- サントリー 胡麻麦茶（2013年）

### プロモーションビデオ
- flumpool「君に届け」（2010年9月29日）
- BREAKERZ「幾千の迷宮で 幾千の謎を解いて」（2017年1月18日）

## 書籍
雑誌連載
- nicola メンズモデル（2009年 - 、新潮社）
- NYLON guys JAPAN TAKUYA STYLE BOOK（2018年11月24日）

写真集
- 壁ドンより床ドンよりロンドン（2017年7月7日、主婦と生活社）ISBN 978-4-391-15068-1[39]

フォトブック
- 辻褄（2024年4月8日、幻冬舎）ISBN 978-4-3440-4253-7[40]